# Mistrzostwa Polski w Biathlonie na Nartorolkach 2018
Mistrzostwa Polski w biathlonie na Nartorolkach 2018 odbyły się w Dusznikach-Zdroju w dniach 17 - 19 sierpnia 2018 roku. O tytuł mistrza Polski biathloniści rywalizowali w dwóch konkurencjach – sprincie i biegu pościgowym.

## Terminarz i medaliści
| Data       | Konkurencja             | Złoto                           | Srebro                                    | Brąz                               |
| 18.08.2018 | Sprint kobiet           | Kinga Zbylut BKS WP Kościelisko | Karolina Pitoń BKS WP Kościelisko         | Krystyna Guzik AZS AWF Katowice    |
| 18.08.2018 | Sprint mężczyzn         | Mateusz Janik AZS AWF Wrocław   | Andrzej Nędza-Kubiniec BKS WP Kościelisko | Grzegorz Guzik BLKS Żywiec         |
| 19.08.2018 | Bieg pościgowy kobiet   | Krystyna Guzik AZS AWF Katowice | Kamila Żuk AZS AWF Katowice               | Kinga Zbylut BKS WP Kościelisko    |
| 19.08.2018 | Bieg pościgowy mężczyzn | Grzegorz Guzik BLKS Żywiec      | Łukasz Szczurek BKS WP Kościelisko        | Przemysław Pancerz AZS AWF Wrocław |